# Babiana scabrifolia
Babiana scabrifolia är en irisväxtart som beskrevs av Wilhelm Georg Baptist Alexander von Brehmer och Friedrich Wilhelm Klatt. Babiana scabrifolia ingår i släktet Babiana och familjen irisväxter. Inga underarter finns listade i Catalogue of Life.